# Ріббон (водоспад)
Водоспа́д Рі́ббон (англ. Ribbon Fall — «стрічковий водоспад») — водоспад, розташований в Національному парку Йосеміті в Каліфорнії, спадає з західного боку скелі Ель Капітан, і є найбільшим однокаскадним водоспадом в Північній Америці. Водоспад живиться талим зимовим снігом, тому він пересихає протягом більшої частини року, але це дуже ефектне видовище навесні. Інколи, у найхолодніші роки, в основі водоспаду створюється крижаний конус, подібний до конуса верхніх водоспадів Йосеміті, що може досягти 70 м у висоту.
| США | Це незавершена стаття з географії США. Ви можете допомогти проєкту, виправивши або дописавши її. |